# Kurt Stadel
Kurt Stadel (* 13. Februar 1940 als Kurt Stadelmann in Wilhelmshaven; † 2. Februar 2020 ebenda) war ein deutscher Stimmenimitator.
Der gelernte Klempner begann seine Laufbahn als Bandmitglied der Four Kings. Während einer Tournee fiel dem Moderator der Show, Rudi Carrell, das Talent Stadels auf, dass dieser andere Sänger perfekt imitieren konnte. Ein rund sechsminütiger Auftritt als Stimmenimitator in der Rudi Carrell Show im November 1969 machte Stadel schlagartig einem bundesweiten Publikum bekannt. Die erfolgreiche Showeinlage brachte ihm eine Bild-Titelschlagzeile, einen Plattenvertrag sowie Angebote für mehrere Filmrollen ein.
Kurt Stadel imitierte in den folgenden Jahrzehnten zahlreiche Künstler, oft kurz hintereinander in wenigen Minuten, darunter:
- Karel Gott
- Vico Torriani
- Ivan Rebroff
- Gilbert Bécaud
- Louis Armstrong
- Rex Gildo
- Roy Black
- Tom Jones
- Andrea Bocelli
- Mario Lanza
- Freddie Mercury
- Peter Hofmann
- John Miles
- Elvis Presley
- Adriano Celentano
- Chris Andrews
- Udo Jürgens
- Peter Alexander

Stadel zog sich 2005 von der Bühne zurück. Er lebte im Wilhelmshavener Stadtteil Fedderwarden, wo er eine Pferdezucht von Oldenburgern betrieb. Er starb im Februar 2020, wenige Tage vor seinem 80. Geburtstag, in seiner Heimatstadt.

## Filmografie
- 1970: Wenn die tollen Tanten kommen
- 1970: Musik, Musik – da wackelt die Penne
- 1976: Musik ist Trumpf
- 1988: Verstehen Sie Spaß?